# Ciptagumati
Ciptagumati is een bestuurslaag in het regentschap Bandung Barat van de provincie West-Java, Indonesië. Ciptagumati telt 8513 inwoners (volkstelling 2010).